# Ceraclea neffi
Ceraclea neffi là một loài Trichoptera trong họ Leptoceridae. Chúng phân bố ở miền Tân bắc.